# Smetvrees
Smetvrees, ook wel mysofobie genoemd, is niet zozeer een fobie als wel een obsessieve-compulsieve stoornis (OCS, dwangstoornis of dwangneurose).
Een obsessieve-compulsieve stoornis wordt gekenmerkt door de aanwezigheid van dwanggedachten (obsessies) en/of dwanghandelingen (compulsies). Er zijn veel verschillende vormen hiervan. De meest voorkomende zijn smetvrees, controledwang en herhalingsdwang.

## Reinigingsrituelen en vermijdingsgedrag
Mensen met smetvrees hebben vaak allerlei reinigingsrituelen. Daarnaast speelt vermijding een rol.
Patiënten weten vaak wel dat de gedachte van onreinheid onterecht is, maar kunnen de gedachte niet opzij zetten. Men kan voortdurend bezig zijn te voorkomen dat schadelijke stoffen en/of viezigheid het huis binnen dringen. Mensen met smetvrees denken vaak dat bacteriën zich razendsnel verspreiden. Wie nét de douche uit is gestapt kan al 'besmet' zijn geraakt. Sommigen vinden zichzélf juist vies en zijn bang om anderen te 'besmetten'. Er bestaat ook een vorm van smetvrees waarbij men zich altijd vies voelt, alsof men continu met vuil is besmeurd.
Een andere vorm van smetvrees is een bepaalde associatie met een voorwerp, die dwanghandelingen opwekt. Het voorwerp kan als 'vies' worden gezien. Na aanraking moeten de handen worden gewassen en is poetsen nodig om die associatie als het ware weg te vegen.

## Symptomen herkennen
Symptomen die kunnen wijzen op de aanwezigheid van smetvrees zijn onder andere:
- overmatig controleren
- overgevoelig en geprikkeld zijn
- zich afsluiten van de buitenwereld
- het extreem vaak wassen van de handen, deurkrukken, afstandsbediening, enz.
- aanraking vermijden met allerlei voorwerpen (bijvoorbeeld geld) of mensen
- het met bepaalde delen van de handen en/of vingers vastpakken of gebruiken van voorwerpen
- meerdere keren per dag douchen
- schoonmaken in een bepaalde volgorde
- gebruik van plastic zakjes om allerlei "reeds reine voorwerpen" in op te bergen
- het dwangmatig uitvoeren van een schoonmaakritueel en opnieuw beginnen zodra er (gevoelsmatig) iets niet goed gaat
- handen schrobben tot de huid helemaal kapot is
- dwangmatige concentratie tijdens het bereiden van voedsel om besmetting uit te sluiten
- van streek raken door objecten die "vies" aanvoelen
- het overdreven reinigen van de schoenen en/of voeten bij het naar binnen gaan

## Oorzaken
Men gaat er vanuit dat de interactie van genetische en omgevingsfactoren de vatbaarheid voor het ontwikkelen van OCS veroorzaakt.
Psychologische factorenVanuit het standpunt van de evolutiepsychologie had steeds herhaald of stereotiep gedrag ooit een functie om zich te beschermen tegen indringers, natuurgeweld, onhygiënische omstandigheden of gebrek aan voedsel ('hamsteren'). Het is anders gezegd een oerdrift die nog steeds diep in de menselijke genen aanwezig is.
Genetische factorenUit tweelingenonderzoek blijkt dat genetische factoren een rol spelen: als de helft van een eeneiige tweeling OCS heeft, dan is de kans dat de andere helft het ook heeft groter dan bij twee-eiige tweelingen. Tevens is het zo dat de kans op het ontwikkelen van OCS ook groter is voor personen met een ouder die OCS heeft, vergeleken met de algehele bevolking, wat dan mogelijk tevens terug te voeren is op eerder genoemde psychologische factoren.
HersenbeschadigingIn zeldzame gevallen is een hersenbeschadiging de oorzaak van OCS.
- Encefalitis
- Streptokokkeninfectie bij kinderen
- Diverse soorten hersenbeschadiging, direct voorafgaand aan het optreden van OCS.

Neurologische afwijkingenEr is bewijs dat neurologische afwijkingen de basis vormen voor het ontwikkelen van OCS. Patiënten met OCS zouden meer grijze stof en minder witte stof in hun hersenen hebben, vergeleken met normale controlepersonen.
Uit meer recent onderzoek blijkt verder dat de hersenactiviteit van OCS-patiënten afwijkt van die van gezonde personen. Zo vertonen OCS-patiënten in fMRIscans een verhoogde activiteit in de prefrontale schors van de hersenen en nucleus caudatus. Het laatste is een belangrijk motorisch schakelgebied in de basale ganglia dat veel verbindingen heeft met de voorste gebieden in de hersenen. Mogelijk is er bij OCS-patiënten sprake van een hyperconnectiviteit (te veel onderlinge verbindingen) tussen de nucleus caudatus met die voorste hersengebieden. Er treedt dan een verstoring op in de communicatie tussen delen in de frontale hersenen die cognitieve processen regelen als het nemen en belonen van beslissingen, en structuren in de basale ganglia betrokken bij de selectie van handelingen.
NeurotransmittersRecent zijn eveneens aanwijzingen gevonden uit onderzoek van mens en dier dat OCS symptomen samenhangen met een dysfunctie van neurotransmittersystemen. De belangrijkste kandidaten zijn:
- een tekort of onderproductie van serotonine in basale ganglia;
- verhoogde dopamineniveaus in de prefrontale cortex. Met name dopamine-D2-receptoren zouden hierbij een rol spelen. Waarschijnlijk betreft het hier twee met elkaar interagerende systemen. Daarom zouden mogelijk SSRI (selectieve serotonineheropnameremmers) niet altijd effectief zijn in de behandeling van OCS-symptomen.

## Behandeling

### Cognitieve gedragstherapie
Cognitieve gedragstherapie is de meest voorkomende therapie bij OCS. Bij de start van de therapie wordt er meestal een nulmeting gedaan: Hoe is de huidige status van de smetvrees? Aan de hand van deze nulmeting wordt een lijst samengesteld met hierin alle dwanghandelingen van de patiënt. Per dwanghandeling wordt bepaald hoe belangrijk deze voor de patiënt is. Er wordt stap voor stap begonnen met de afbouw van de minst belangrijke dwanghandelingen door middel van bijvoorbeeld exposure. Door de geboekte successen en het daardoor vergrote zelfvertrouwen, wordt het makkelijker om de belangrijkste dwangmatige handelingen af te bouwen.
Soms normaliseert zich, na behandeling met gedragstherapie en mindfulness oefeningen, het aanvankelijk afwijkend gedrag en afwijkende hersenactiviteit.
Voor de meeste patiënten geldt dat een combinatie van gedragstherapie en het gebruik van bepaalde geneesmiddelen (voornamelijk SSRIs) het meest effectief is. Bij dwangstoornissen blijkt er sterk sprake te zijn van experiëntiële vermijding. Ook is aangetoond dat acceptance and commitment therapy, die zich onder meer richt op deze experiëntiële vermijding, effectief is voor OCS.

## Gevolgen
In het dagelijks leven krijgen dwanghandelingen vaak de overhand, waardoor mensen de gehele dag bezig kunnen zijn met hun obsessie en eindeloos schoonmaken. Patiënten met smetvrees kunnen andere mensen, situaties en plaatsen vermijden omdat ze zich niet schoon voelen. De OCS beheerst, naast het leven van de patiënt, vaak ook het leven van hun dierbaren.

## Smetvrees en COVID-19
Een aanzienlijk deel van de mensen met OCS, in het bijzonder mensen met smetvrees, ervoer verergering van de symptomen tijdens de coronapandemie. Exposure is normaliter een belangrijk onderdeel van de behandeling van OCS, dit werd bemoeilijkt door COVID-19, de coronacrisis en de steeds veranderende coronamaatregelen.